# جيمس كالاهان
جيمس كالاهان (بالإنجليزية: James Callaghan)‏ سياسي بريطاني من حزب العمال (27 مارس 1912- 26 مارس 2005). كان رئيساً لوزراء بريطانيا من 5 أبريل 1976 إلى 4 مايو 1979، وزعيم حزب العمال من 1976 إلى 1980. كالاهان هو حتى الآن السياسي الوحيد في التاريخ الذي خدم في كل أربعة من «المكاتب الكبرى للدولة»، بعد أن كان وزير الخزانة من 1964 إلى 1967، وزير الداخلية من 1967 إلى 1970، ووزير الخارجية من عام 1974، حتى تعيينه رئيس الوزراء في عام 1976. رئيسا للوزراء، كان لديه بعض النجاحات، ولكن تذكر أساساً للأزمة «شتاء السخط» في 1978-1979. خلال فصل الشتاء البارد جدا، أدت معركته مع النقابات العمالية إلى ضربات هائلة تسببت في إزعاج الشعب بشكل خطير، مما أدى إلى هزيمته من قبل مارغريت ثاتشر.
كبرلماني جديد في عام 1945 كان على يسار الحزب؛ انتقل بشكل ثابت إلى اليمين لكنه حفظ على سمعته ب «حارس غطاء القماش»، وهو ما كان ينظر إليه على أنه مكرس للحفاظ على علاقات وثيقة بين الحزب ونقابات العمال. تزامنت فترة كالاهان كوزير الخزانة مع فترة مضطربة للاقتصاد البريطاني، حيث كان عليه أن يتصارع مع عجز في ميزان المدفوعات والهجمات المضاربة على الجنيه الإسترليني (سعر صرفه إلى العملات الأخرى تم إصلاحه تقريبا من قبل نظام بريتون وودز) وفي 18 نوفمبر 1967، خفضت الحكومة الجنيه الإسترليني. أصبح كالاهان وزير الداخلية. وأرسل الجيش البريطاني لدعم الشرطة في أيرلندا الشمالية، بعد طلب من حكومة أيرلندا الشمالية.
بعد أن خسر حزب العمال انتخابات عام 1970، لعب كالاهان دورا رئيسياً في مجلس المعارض. وقد أصبح وزيرا للخارجية في عام 1974، وتولى مسؤولية إعادة التفاوض بشأن شروط عضوية بريطانيا في السوق الأوروبية المشتركة، ودعم تصويت «نعم» في استفتاء عام 1975 للبقاء في السوق الأوروبية الاقتصادية. عندما استقال رئيس الوزراء هارولد ويلسون في عام 1976، هزم كالاهان خمسة مرشحين آخرين ليتم انتخابهُ كبديل له. وكان حزب العمال قد فقد بالفعل الأغلبية الصغيرة في مجلس العموم في الوقت الذي أصبح رئيساً للوزراء، واضطر هزائم الانتخابات والانشقاقات عن الحزب كالاهان للتعامل مع الأحزاب الصغيرة مثل الحزب الليبرالي، وخاصة في «ميثاق اليبرالي العمالي» من 1977 إلى 1978. النزاعات الصناعية والإضرابات واسعة النطاق في عام 1978 في أزمة «شتاء السخط» جعلت حكومة كالاهان غير شعبية، وهزيمة الاستفتاء على نقل قوات سياسية إلى إسكتلندا أدى إلى النجاح في تمرير اقتراح عدم الثقة فيه في 28 مارس 1979. وأعقب ذلك هزيمة في الانتخابات العامة.
ظل كالاهان زعيم حزب العمال حتى نوفمبر 1980، لإصلاح العملية التي انتخب الحزب من خلالها زعيمه، قبل أن يعود إلى المقاعد الخلفية في مجلس العموم حيث بقى حتى أصبح من نبيل الحياة في مجلس اللوردات مثل بارون كالاهان من كارديف.

## النشأة ومهنته
ولد كالاهان في 38 شارع فونتينغتون، كوبنور، بورتسموث، إنجلترا، في 27 مارس 1912. تمت تسميته على اسم والده، الذي كان أيضاً جيمس كالاهان (1877-1921)، الذي كان ضابطاً كبيراً في البحرية الملكية البريطانية. كانت والدته شارلوت كالاهان (1879-1961). وجدته كانت يهودية.
كان لديه شقيقة أكبر، دوروثي جيرترود كالاهان (1904-1982). حضر مدرسة بورتسموث الشمالية الثانوية (الآن مدرسة مايفيلد). حصل على شهادة أكسفورد العليا في عام 1929، ولكن لم يتمكن من تحمل رسوم الدخول إلى الجامعة وبدلاً من ذلك اجتاز امتحان القبول في الخدمة المدنية.
في سن السابع عشر، ترك كالاهان للعمل ككاتب للإيرادات الداخلية. بينما كان كالاهان يعمل كمفتش ضريبي، كان له دور أساسي في إنشاء رابطة ضباط الضرائب كنقابة عمالية لمن يعملون في مهنته وأصبح عضواً في سلطته التنفيذية الوطنية. بينما كان في مكاتب الإيرادات الداخلية في كينت، في عام 1931، انضم إلى فرع ميدستون لحزب العمال. في عام 1934، تم نقله إلى مكاتب الإيرادات الداخلية في لندن. وبعد اندماج النقابات في عام 1936، عُيِّن كالاهان موظفاً نقابياً رسمياً وفي منصب مساعد أمين اتحاد موظفي الإيرادات الداخلية واستقال من واجباته المدنية.
موقف كالاهان في في اتحاد الإيرادات الداخلية جلبته في إتصال مع هارولد لاسكي، رئيس اللجنة التنفيذية الوطنية لحزب العمال وأكاديمي في كلية لندن للاقتصاد. شجعه لاسكي على الترشح للبرلمان، على الرغم من أنه طلب في أوقات لاحقة ولعدة مرات لكالاهان الدراسة والمحاضرة في كلية لندن للاقتصاد. انضم كالاهان إلى المحمية البحرية التطوعية الاحتياطية كبحار عادي في الحرب العالمية الثانية من عام 1942 حيث خدم في أسطول جزر الهند الشرقية وترقى إلى رتبة ملازم في أبريل 1944. في أثناء تدريبه على ترقيته، كشف فحصه الطبي أنه يعاني من مرض السل، ومن ثم فقد نقل إلى المستشفى البحري الملكي هاسلار في جوسبورت بالقرب من بورتسموث. بعد أن تعافى، تم تسريحه وتعيينه في مهام مع الأميرالية البريطانية في وايت هول. تم تعيينه إلى القسم الياباني وكتب دليل الخدمة للبحرية الملكية بعنوان العدو الياباني. أصبح كالاهان (اعتباراً من عام 2017) آخر رئيس وزراء بريطاني ليكون قدامى المحاربين في القوات المسلحة والوحيد الذي خدم في أي وقت مضى في البحرية.
أثناء إجازته، تم اختيار كالاهان كمرشح برلماني لجنوب كارديف. فاز بفارق ضئيل في الاقتراع الحزب المحلي مع اثني عشر صوتاً ضد المرشح التالي جورج توماس مع أحد عشر صوتاً. قد شُجع على وضع إسمه على مقعد جنوب كارديف من قبل صديقه، داي كنيث، وهو عضو في السلطة التنفيذية لمؤسسة اتحاد الإيرادات الداخلية من سوانزي، الذي كان بدوره زميل وصديق لأمين حزب العمال المحلي بيل هيدون. خلال عام 1945 تم تعيينه في أسطول جزر الهند الشرقية وعمل في سفينة صاحبة الجلالة الملكة إليزابيث في المحيط الهندي. بعد يوم نهاية الحرب الأوروبية، جنباً إلى جنب مع المرشحين المحتملين الآخرين عاد إلى المملكة المتحدة للوقوف في الانتخابات العامة.

## البرلمان ومجلس الوزراء (1945-1976)
حقق حزب العمال انتصاراً ساحقاً في 26 يوليو 1945 ليصل كليمنت أتلي إلى السلطة. فاز كالاهان بمقعده في جنوب كارديف في الانتخابات العامة في المملكة المتحدة لعام 1945 (واحتفظ بمقعد منطقة كارديف بشكل مستمر حتى عام 1987). قد هزم المرشح الحالي المحافظ، السير آرثر ايفانز، مع 17,489 صوتاً مقابل 11,545 صوتاً. شن حملة انتخابية بشأن مسائل من قبيل التسريح السريع للقوات المسلحة ووضع برنامج جديد لبناء المساكن. وقف في الجناح الأيسر من الحزب، وفي عام 1945 صوت ضد علاقات مالية أوثق مع الولايات المتحدة.
سرعان ما عُيِّن كالاهان سكرتير برلماني لوزارة النقل في عام 1947، حيث تم نصحه من قبل الشاب رئيس الشرطة من هارتفوردشير، السير آرثر يونغ، بأن تشهد ولايته تحسينات هامة في السلامة على الطرق، ولا سيما إدخال تقاطعات الطريق، والتمديد في استخدام عين القط. انتقل إلى أن يكون الأمين البرلماني والمالي للأميرالية من عام 1950 حيث كان مفوضاً إلى مجلس أوروبا وقاوم خطط لجيش أوروبي.
كان كالاهان شائعاً مع نواب حزب العمال، وانتخب في مجلس وزراء الظل كل عام عندما كان حزب العمال في المعارضة من 1951 إلى 1964. وكان الآن غايتسكليت قوي وعلى الجناح الأيمن من الحزب. كان مستشاراً برلمانياً لإتحاد الشرطة في الفترة من 1955 إلى 1960 عندما تفاوض على زيادة أجور الشرطة مع السكرتير العام آنذاك، آرثر تشارلز إيفانز. قد تنافس لمنصب نائب رئيس الحزب في عام 1960 كمعارض لنزع السلاح النووي من طرف واحد، وعلى الرغم من المرشحيين الآخرين من الجناح الأيمن للحزب، مثل (جورج براون) الذي اتفق معه على هذه السياسة، فقد أجبر براون لتصويت ثاني. في نوفمبر 1961، أصبح كالاهان المستشار المعارض. عندما توفي هيو غايتسكيل في يناير 1963، تنافس كالاهان ليخلفه، لكنه جاء في المركز الثالث في مسابقة القيادة، التي فازها هارولد ويلسون. ومع ذلك، فقد حصل على دعم من اليمينيين، مثل دينيس هيلي وأنثوني كروسلاند، الذين أرادوا منع ويلسون من قيادة الحزب ولكن أيضاً الذين لم يثقوا جورج براون.

### مستشار الخزانة (1964-1967)
في أكتوبر 1964، دعا رئيس الوزراء المحافظ السير أليك دوغلاس هيوم (الذي تولى السلطة لمدة 12 شهراً منذ استقالة هارولد ماكميلان) إلى إجراء انتخابات عامة. كانت انتخابات صعبة، لكن حزب العمال فاز بأغلبية ضيقة، حيث حصلوا على 56 مقعداً (مجموعة من 317 مقعداً إلى المحافظين الذين لديهم 304 مقعداً). واجهت حكومة العمال الجديدة بقيادة هارولد ويلسون على الفور مشاكل اقتصادية، وعمل ويلسون خلال ساعاته الأولى بتعيين كالاهان كمستشار للخزانة. كان على الحكومة الجديدة أن تتصدى لعجز ميزان المدفوعات والهجمات المضاربة على الجنيه الإسترليني. وكانت سياسة الحكومة كلها، وواحدة اتفق فيها كالاهان على ضرورة تجنب تخفيض قيمة العملة لأطول فترة ممكنة، كما تمكن من ترتيب قروض من البنوك المركزية الأخرى وبعض الارتفاعات الضريبية لتحقيق الإستقرار في اقتصاد البلاد. كان وقت كالاهان كمستشار أن تكون خلال وقت الأزمات؛ مع ارتفاع معدلات التضخم وارتفاع معدلات البطالة والاقتصاد غير المستقر مع عجز في الميزانية، وعجز في ميزان الواردات والصادرات، وأهمها الصراع على قيمة الجنيه.
في 11 نوفمبر، قدّم كالاهان ميزانيته الأولى وأعلن عن زيادات في ضريبة الدخل، ضريبة البنزين وإدخال ضريبة جديدة على الأرباح الرأسمالية، وهي إجراءات رأها معظم الاقتصاديين أنها ضرورية لإخراج الضغط من الميزان والعجز الإسترليني، على الرغم من عدم موافقة المصرفيين الدوليين.
في 23 نوفمبر، قرر زيادة سعر الفائدة من 2٪ إلى 7٪ مما أدى إلى قدر كبير من النقد. وقد أصبح التعامل مع الأزمة أكثر صعوبة بسبب موقف اللورد كرومر، محافظ بنك إنجلترا، الذي جادل ضد السياسات المالية لحكومة العمال الجديدة. وعندما هدد كالاهان وويلسون بإستدعاء انتخابات عامة جديدة، سرعان ما رفع المحافظ قرضاً بقيمة 3£ مليارات جنيه إسترليني لتحقيق الإستقرار في الاحتياطيات والعجز. جاءت ميزانيته الثانية في 6 أبريل 1965، حيث أعلن عن الجهود المبذولة لخفض الأسعار في الاقتصاد وتخفيض الطلب على الواردات بمقدار 250£ مليون جنيه إسترليني. وبعد ذلك بقليل، انخفض سعر الفائدة من 7٪ إلى 6٪ في البنك. استقر الاقتصاد والسوق المالية البريطانية لفترة وجيزة، مما سمح كالاهان في يونيو لزيارة الولايات المتحدة ومناقشة حالة الاقتصاد البريطاني مع الرئيس ليندون جونسون وصندوق النقد الدولي مما أصبح معروف فيما بعد باسم أزمة صندوق النقد الدولي لعام 1976.
في يوليو، تعرض الجنيه لضغوط شديدة واضطر كالاهان إلى اتخاذ تدابير مؤقتة قاسية لإثبات السيطرة على الاقتصاد. وشملت ذلك تعليق جميع مشاريع البناء الحكومية الحالية وتأجيل خطط التقاعد الجديدة. كان البديل هو السماح للجنيه بالتعويم أو تخفيض قيمته. لكن كالاهان وويلسون كانا يصران مرة أخرى على أن تخفيض قيمة الجنيه سيخلق مشاكل اجتماعية واقتصادية جديدة واستمروا في اتخاذ موقف حازم ضده. استمرت الحكومة في النضال مع الاقتصاد ومع الأغلبية الرفيعة التي خفضت بحلول عام 1966 إلى مقعد واحد. في 28 فبراير، أعلن هارولد ويلسون رسمياً انتخاباً في 31 مارس 1966. في 1 مارس، قدم كالاهان ميزانية صغيرة إلى مجلس العموم وأعلن عن القرار التاريخي بأن المملكة المتحدة ستعتمد العملة العشرية. لم يكن في الواقع حتى عام 1971، في ظل حكومة المحافظين، أن المملكة المتحدة انتقلت من نظام الجنيهات، الشيلينغ والبنس إلى نظام عشري من 100 بنس إلى الجنيه الواحد. وأعلن أيضاً عن نظام للرهن العقاري القصير الذي سمح للعاملين ذوي الأجور المنخفضة بالحفاظ على مخططات الرهن العقاري في مواجهة الصعوبات الاقتصادية. بعد ذلك بفترة وجيزة، فاز حزب العمال 363 مقعداً مقابل 252 مقعداً ضد المحافظين، مما منح حكومة حزب العمال أغلبية كبيرة من 97 مقعداً.
قدّم كالاهان ميزانيته المقبلة في 4 مايو. قد أبلغ مجلس العموم أنه سيحضر ميزانية كاملة إلى المجلس عندما قدّم خطاب «ميزانيته الصغيرة» قبل الانتخابات. النقطة الرئيسية في ميزانيته هي فرض ضريبة توظيف انتقائية، معاقبة الخدمات ودعم الصناعة التحويلية. بعد إثني عشر يوماً من الميزانية، دعا الاتحاد الوطني للبحارة إضراب وطني وتضاعفت المشاكل التي تواجه الجنيه الإسترليني. أدت إضرابات إضافية إلى زيادة عجز ميزان المدفوعات، وأصبح من المقرر الآن الحصول على القرض الذي يبلغ 3,3£ بليون جنيه. كما كانت البطالة في الارتفاع؛ كانت فوق 300,000 شخص تقريباً عندما تولى حزب العمال السلطة، ولكن بعد ذلك بعامين ارتفع إلى أكثر من 500,000.
في 14 يوليو، ارتفع سعر الفائدة مرة أخرى إلى 7 في المائة. وفي 20 يوليو، أعلن كالاهان عن برنامج طارئ مكون من عشر نقاط مع تجميد لمدة ستة أشهر من الزيادات في الأجور والرواتب. وبحلول عام 1967، بدأ الاقتصاد في الإستقرار مرة أخرى وانخفض سعر الفائدة المصرفي إلى 6٪ في مارس و 5.5٪ في مايو.
كانت في ظل هذه الظروف، حيث فاز كالاهان على مايكل فوت في تصويت ليصبح أمين صندوق حزب العمال.
كان الاقتصاد قريباً في حالة من الاضطراب مرة أخرى، مع أزمة الشرق الأوسط بين مصر وإسرائيل الذي رفع أسعار النفط. علاوة على ذلك، أصيب الاقتصاد في منتصف سبتمبر عندما استمرت إضراب رسو السفن الوطنية لمدة ثمانية أسابيع. بدأ أزمة على الجنيه الإسترليني مع بدأ حرب 1967 ومع إغلاق قناة السويس ومع إضراب رسو السفن، وارتفع عجز ميزان المدفوعات إلى مستوى حرج. أشار تقرير السوق المشتركة إلى أن الجنيه لا يمكن أن يستمر كعملة احتياطية واقترح مرة أخرى أن يتم تخفيض قيمة الجنيه. ورفض ويلسون وكالاهان صندوق الطوارئ الذي قدمه صندوق النقد الدولي بسبب عدة شروط مرفقة. في يوم الأربعاء 15 نوفمبر، اتخذ القرار التاريخي لارتكاب الحكومة إلى تخفيض قيمة العملة بنسبة 14.3٪. كانت الحالة جدلاً سياسياً كبيراً في ذلك الوقت. كما لاحظ، دنيس هيلي، في سيرته الذاتية:
في الوقت الحاضر أسعار الصرف يمكن أن تتأرجح إلى وجيئة وذهاباً بإستمرار بمقدار أكبر من ذلك، دون جذب الكثير من الاهتمام خارج أعمدة المدينة من صحف الجرائد. قد يكون من الصعب فهم مدى كبر الإهانة السياسية التي ظهرت من خفض العملة في ذلك الوقت - وقبل كل شيء إلى ويلسون ومستشاره جيم كالاهان الذي شعر بأنه يجب عليه الاستقالة. وأزدادت الضائقة الشخصية لكالاهان من خلال إجابة لا مبالاة قدمه لسؤال لنائب خلفى قبل يومين من تخفيض قيمة العملة رسمياً. هذه كلفة بريطانيا عدة مئات من ملايين الجنيهات.
قبل تخفيض قيمة العملة، أعلن جيم كالاهان علناً للصحافة ومجلس العموم أنه لن يخفض قيمة العملة، وهو ما قاله فيما بعد أنه ضروري للحفاظ على الثقة بالجنيه وتجنب خلق الاضطرابات في الأسواق المالية. قدم كالاهان على الفور استقالته من منصب المستشار، وأضطر ويلسون قبول الاستقالة بسبب المعارضة السياسية. ثم نقل ويلسون روي جنكينز، وزير الداخلية، إلى منصب مستشار الخزانة وأصبح كالاهان وزير الداخلية الجديد في 30 نوفمبر 1967.

### وزير الداخلية (1967-1970)
أتسمت ولاية كالاهان كوزير الداخلية بالنزاع الناشئ في أيرلندا الشمالية، وعندما كان وزير الداخلية أتخذ قرار نشر قوات الجيش البريطاني في المقاطعة بعد طلب من حكومة ألستر الوحدوي في أيرلندا الشمالية.
كان كالاهان مسؤولاً أيضاً عن قانون الكومنولث للمهاجرين لعام 1968؛ وهو قانون مثير للجدل صدر عن تأكيدات المحافظين بأن تدفق هنود كينيا ستغمر البلاد قريباً. قد أجتازت مجلس العموم خلال أسبوع ووضعت ضوابط دخول على حاملي جوازات السفر البريطانية الذين لم يكن لديهم «علاقة جوهرية» مع بريطانيا من خلال إقامة نظام جديد. قد كتب كالاهان في مذكراته «الوقت والصدفة» أن تقديم مشروع قانون الكومنولث للمهاجرين كانت مهمة غير مرحبة ولكنه لم يندم عليها. أدعى أن الآسيويين «اكتشفوا ثغرة»، وقال لمقابلة من إذاعة البي بي سي: «الرأي العام في البلد كان هائج للغاية، وكان الاعتبار الذي كان في ذهني كيف يمكننا الحفاظ على الشعور السليم للنظام في هذا البلد، وفي الوقت نفسه، أن نتعاملوا مع هؤلاء الناس بالعدل - كان علي تحقيق التوازن بين الاعتبارات». أكد النائب المحافظ، إيان جيلمور، وهو من معارضي القانون، أنه «تم إبعادهم لأنهم سود، وإذا كان الحال أن 5,000 أبيض مهاجر إلى بريطانيا فإنهم دخلوا، فإن الصحف والسياسيين، بما فيهم كالاهان، الذين كانوا يخلقون في هذه الضجة لاكانوا سعداء جداً».
من الأهمية أيضاً كان قانون العلاقات العرقية الذي دخل حيز التنفيد في نفس العام، مما جعل من الغير القانوني رفض العمل أو السكن أو التعليم على أساس الخلفية العرقية لشخص. قد وسع القانون سلطة مجلس العلاقات العرقية في ذلك الوقت، لمعالجة الشكاوى المتعلقة بالتمييز والمواقف الغير عادلة. وأنشأت أيضاً هيئة إشرافية جديدة، لجنة العلاقات المجتمعية، لتعزيز «العلاقات المجتمعية المتناغمة». قال وزير الداخلية جيم كالاهان، الذي قدم مشروع القانون إلى البرلمان، «إن المجلس نادراً ما واجه قضية ذات أهمية اجتماعية أكبر لبلدنا ولأطفالنا».
في عام 1969، قاد كالاهان، الذي كان مؤيد قوي لعلاقة العمال والنقابات العمالية، المعارضة الناجحة في الحكومة المقسمة على الورقة البيضاء لباربرا كاستل «في مكان الصراع» الذي سعت لتعديل قانون النقابات العمالية. وكان من بين مقترحاتها العديدة مخطط لإجبار النقابات على إجراء اقتراع قبل الإضراب وإنشاء مجلس صناعي لإنفاذ تسويات في المنازعات الصناعية. من السخرية، أنه إذا أصبحت المقترحات قانوناً، فإن العديد من أنشطة نقابات العمال خلال أزمة شتاء الاستياء بعد عقد من الزمان لاكانت غير قانونية.
بعد هزيمة ويلسون الغير متوقعة من قبل إدوارد هيث في الانتخابات العامة لعام 1970، رفض كالاهان تحدية القيادة رغم ضعف ويلسون. قد فعل ذلك الكثير لإعادة تأهيله في عيون ويلسون. كان مسؤولاً عن وضع بيان جديد للسياسات في عام 1972 التي تضمن فكرة العقد الاجتماعي بين الحكومة والنقابات العمالية. كما فعل الكثير لضمان أن حزب العمال عارض محاولة حكومة هيث للدخول إلى السوق الأوروبية المشتركة، مما أضطر ويلسون من خلال جعل معارضته الشخصية واضحة دون التشاور مع زعيم الحزب.

### وزير الخارجية للدولة (1974-1976)
عندما فاز ويلسون بالانتخابات العامة التالية وعاد رئيساً للوزراء في مارس 1974، عين كالاهان كوزير للخارجية التي أعطته مسؤولية إعادة التفاوض بشأن شروط عضوية المملكة المتحدة في السوق المشتركة. عندما أختتمت المحادثات، قاد كالاهان مجلس الوزراء في إعلان الشروط جديدة بأنها مقبولة، وأيد التصويت «بنعم» في إستفتاء عام 1975.

### انتخابات القيادة 1976
بعد عامين فقط من بدء ولايته الثانية كرئيس للوزراء، أعلن ويلسون عن استقالته المفاجئة في 16 مارس 1976، وأيد بشكل غير رسمي كالاهان كخليفاً له. كان كالاهان المفضل للفوز في انتخابات القيادة؛ على الرغم من أنه كان أكبر مرشح، وكان أيضاً الأكثر خبرة وأقل إثارة للانقسام. شعبيته مع جميع أجزاء حركة العمال حملته من خلال الاقتراع من النواب البرلمانيين للفوز في التصويت على القيادة. في 5 أبريل 1976، في سن 64 عاماً و 9 أيام، أصبح كالاهان رئيس الوزراء - أكبر شخص ليصبح رئيس الوزراء في وقت التعيين منذ ونستون تشرشل.

## رئيس الوزراء (1976-1979)
كان كالاهان رئيس الوزراء الوحيد الذي شغل المناصب الثلاث القيادية في رئاسة مجلس الوزراء - وزير الخزانة، وزير الداخلية ووزير الخارجية - قبل أن يصبح رئيساً للوزراء.
بدأ كالاغان، خلال العام الأول من عمله في منصبه، ما أصبح يعرف منذ ذلك الحين «بالنقاش الكبير»، عندما تحدث في كلية روسكين في أكسفورد عن «المخاوف المشروعة» للعامة بشأن التعليم الذي يدرسونه في المدارس الحكومية. أدت هذه المناقشة إلى زيادة مشاركة الحكومة، من خلال وزاراتها، في المناهج الدراسية وإدارة تعليم الدولة، مما أدى إلى إدخال المنهج الوطني في نهاية المطاف بعد عشر سنوات. أثار في وقت مبكر من فترة رئاسته الجدل مع تعيين بيتر جاي، صهره حينها كالسفير البريطاني لدى الولايات المتحدة.
قد هيمنت فترة كالاهان كرئيس للوزراء بالاضطرابات في إدارة الحكومة التي كانت لها أقلية في مجلس العموم: أجبر على إجراء صفقات مع أحزاب صغيرة للبقاء على قيد السيطرة - بما في ذلك ميثاق الليبرالي-العمالي، وكان قد أجبر على قبول إستفتاء حول نقل السلطة في إسكتلندا، وكذلك واحدة في ويلز (كان الاستفاء الأول لصالح نقل السلطة ولكن لم تصل إلى الأغلبية المطلوبة، والإستفتاء الأخر ذهبت بشدة ضد نقل السلطة). كما أصبح رئيساً للوزراء في وقت كانت فيه بريطانيا تعاني من نسبة تضخم وارتفاع البطالة. أستجاب للأزمات الاقتصادية بإتباع سياسات انكماشية للحد من التضخم وخفض الإنفاق العام - وهو مقدمة للسياسات الاقتصادية النقدية التي ستتبعها الحكومة المقبلة، الحكومة المحافظة بقيادة مارغريت ثاتشر، لتخفيف حدة الأزمات.
على الرغم من الصعوبات الاقتصادية التي واجهتها الحكومة، إلا أنه خلال صيف عام 1978 (بعد وقت قصير من انتهاء ميثاق الليبرالي-العمالي)، أظهرت معظم إستطلاعات الرأي أن حزب العمال كان في المقدمة، وأزدادت التوقعات بأن كالاهان سيطلق انتخابات في الخريف التي كانت ستمنحه ولاية ثانية في منصبه حتى خريف عام 1983. وقد بدأ الاقتصاد أيضاً في إظهار علامات الانتعاش بحلول هذا الوقت. كان عام 1978 عام الانتعاش الاقتصادي لبريطانيا، مع انخفاض التضخم إلى أرقام مفردة، والبطالة تنخفض خلال العام، وارتفاع مستويات المعيشة العامة بنسبة أكثر من 8٪. اشتهر، على طول المعارضة وكان من المتوقع أن يعلن بالانتخابات في بث في 7 سبتمبر 1978. قراره بتأجيل الانتخابات، في ذلك الوقت، ينظر إليها من قبل العديد كعلامة هيمنته على المشهد السياسي وقد سخر من قبل خصومه من خلال غناء الأغنية القديمة للنجمة فيستا فيكتوريا «في انتظار الكنيسة» في ذلك الشهر عند اجتماع اتحاد نقابات العمال: ينظر إليه الآن باعتبارها واحدة من أعظم لحظات التكبر في السياسة البريطانية الحديثة، ولكن أحتفل بها في ذلك الوقت. كان كالاهان يعتزم بنقل رسالة بأنه لم يكن قد وعد بإجراء انتخابات، ولكن معظم المراقبين أخطأوا رسالته كتأكيد بأنه سيدعو إلى إجراء انتخابات، وأن المحافظين لن يكونوا مستعدين لذلك.

### «شتاء الاستياء»
إن أسلوب كالاهان في التعامل مع الصعوبات الاقتصادية الطويلة الأجل ينطوي على ضبط الأجور الذي كانت في العمل لمدة أربع سنوات بنجاح معقول. وقد راهن انه من الممكن أن السنة الخامسة من شأنه أن يزيد من تحسين الاقتصاد والسماح له أن يعاد انتخابه في عام 1979، وهكذا حاول ضبط ارتفاع الأجور إلى 5٪ أو أقل. ورفضت نقابات العمال إستمرار فرض القيود على الأجور، وفي سلسلة متتالية من الإضرابات في شتاء 1978-1979 (المعروفة باسم شتاء الاستياء)، حصلوا على رواتب أعلى. جعلت الاضطرابات الصناعية حكومته غير شعبية للغاية، ورد كالاهان على سؤال واحد في مقابلة جعلت الأمر أسوأ فقط. راجعاً إلى المملكة المتحدة من قمة اقتصادية التي عقدت في غوادلوب في أوائل عام 1979، سئل كالاهان «ما هو نهجك العام في ضوء الفوضى المتزايدة في البلاد في الوقت الراهن؟» أجاب كالاهان، «حسناً، هذا حكم الذي تقومون بها. وأنا أعدكم أنه إذا نظرتم إليها من الخارج، وربما كنت تتناولين بدلاً جهة نظر ضيقة في الوقت الراهن، أنا لا أعتقد أن الآخرين في العالم سيشاطروا الرأي القائل بأن هناك فوضى متزايدة». أعلن هذا الرد في ذا صن تحت عنوان «أزمة؟ أي أزمة؟». وأعترف كالاهان لاحقاً فيما يتعلق بشتاء الاستياء بأنه «قد فشل البلاد».
شتاء الاستياء قد شهد أداء العمال في إستطلاعات الرأي هبوطاً هائلاً. كانوا قد تصدروا معظم إستطلاعات الرأي قبل شتاء الاستياء بعدة نقاط، ولكن إستطلاع للرأي في فبراير 1979 قد ظهرت في واحدة من الإستطلاعات على الأقل بأن حزب المحافظين كانوا متصدريين بعشرين نقطة متقدمين على حزب العمال، وقد بدأ ظهور علامات خسارة حزب العمال في الانتخابات المقبلة.
في تراكم الانتخابات، دعمت صحيفة ديلي ميرور والغارديان حزب العمال، في حين أن صحيفة ذا صن، ديلي ميل، ديلي إكسبريس، وديلي تلغراف دعموا حزب المحافظين.
في 28 مارس 1979، أصدر مجلس العموم اقتراحا بعدم الثقة بأغلبية صوت واحد، 311-310، مما أجبرت كالاهان على إجراء انتخابات عامة التي جرت في 3 مايو. قام المحافظون تحت قيادة مارغريت ثاتشر بحملة بشعار «العمال لا يعملون» وفازوا بالانتخابات.
فشل كالاهان في الدعوة إلى إجراء انتخابات خلال عام 1978 أعتبرت على نطاق واسع كخطأ سياسية؛ في الواقع، هو نفسه أعترف في وقت لاحق أن عدم الدعوة إلى الانتخابات كان خطأ في الحكم. غير أن الاقتراع الخاص الذي أجراه حزب العمال في خريف عام 1978 أظهر أن الحزبين الرئيسيين لهما نفس مستوى الدعم. بعد فقدان السلطة في عام 1979، العمال قضوا السنوات الثمانية عشر المقبلة في المعارضة.
وقد ألخص المؤرخان آلان سكيد وكريس كوك الإجماع العام للمؤرخين فيما يتعلق بالعمال في السلطة في السبعينات:
إذا سرعان ما شعر سجل ويلسون كرئيس للوزراء بأنه فشل، فقد تعزز هذا الشعور بالفشل بقوة من قبل كالاهان في منصب رئيس الوزراء. ويبدو أن حزب العمال غير قادر على تحقيق إنجازات إيجابية. كانت غير قادرة على السيطرة على التضخم، غير قادرة على السيطرة على النقابات، غير قادرة على حل المشكلة الايرلندية، غير قادرة على حل مسألة روديسيا، غير قادرة على تأمين مقترحاتها لنقل السلطة لويلز وأسكتلند، غير قادرة على التوصل إلى طريقة شعبية للتعايش مع السوق المشتركة، وغير قادرة حتى على الحفاظ على نفسها في السلطة حتى يمكن أن تذهب إلى البلاد ومن قبل تاريخ اختيارها. لم يكن من المستغرب إذاً أن تهاجمت عليهم السيدة ثاتشر بشكل مذهل في عام 1979.

## روابط خارجية
- جيمس كالاهان على موقع IMDb (الإنجليزية)
- جيمس كالاهان على موقع الموسوعة البريطانية (الإنجليزية)
- جيمس كالاهان على موقع مونزينجر (الألمانية)
- جيمس كالاهان على موقع إن إن دي بي (الإنجليزية)
- جيمس كالاهان على موقع قاعدة بيانات الفيلم (الإنجليزية)
- جيمس كالاهان على موقع كينوبويسك (الروسية)